# In search of sunrise
In Search of Sunrise (en Castellano: En busca del amanecer o En búsqueda de la salida del sol ), es una célebre serie de recopilaciones de música trance creada por el DJ y productor de música holandés Tiësto.
Se caracteriza por ser una referencia del sonido trance en el mundo de la música electrónica. Debutó en el Billboard 200 en el puesto #170 con 4.200 ventas.
El 7 de abril de 2010, Tiesto anunció que dejara de estar involucrado con la serie In Search of Sunrise tras su salida de Black Hole Recordings, y en su lugar iniciar una nueva serie de compilaciones bajo el nombre de Club Life en el nuevo sello Musical Freedom. El 8 de abril de 2010 Black Hole Recordings anunció que la octava entrega de la serie correría a cabo por el productor holandés Richard Durand.
Actualmente, la serie cuenta con 13 entregas.

## Progresión Sonora
Las primeras siete entregas de In Search of Sunrise ha corrido a cargo del Dj y productor holandés Tiësto. Desde el tercer álbum, cada uno ha tenido por determinado un país o continente que inspiró a Tiësto en particular. La octava y novena entrega son las primeras compilaciones que no corrían a cargo de Tiësto, quien fundó la serie en 1999, que ahora están en manos de Richard Durand, lanzado el 10 de mayo del 2010 y 6 de junio de 2011 respectivamente.

## Temas
Utiliza tanto creaciones propias como de otros productores y compositores del panorama trance, deep trance u otros estilos de música electrónica. Algunos de ellos han supuesto el lanzamiento de nuevas figuras poniendo de manifiesto su popularidad, como es el caso del joven compositor español Marc Marzenit[cita requerida] gracias a su composición "Trozitos de Navidad" incluida en el sexto recopilatorio.

## Recopilaciones

### In Search of Sunrise
Primer álbum de la serie presentada en un único Disco compacto (CD), compuesto por los siguientes temas:
1. Reachers of Civilisation - York
2. Anomaly: Calling Your Name [Ferry Corsten Remix]
3. Honey [Chicane Club Mix] - Billie Ray Martin
4. Time Gate [Update] - Marc Vision
5. Mercury and Solace [BT 12" Mastermix] - BT
6. Dark Blue - Cabala
7. I Trance You [Pappa and Gilbey Mix]
8. Going Up - Tiësto
9. Sun Is Shining [Mash Up Matt Remix] - Technique
10. Walhalla - Gouryella
11. Far From Over - Kamaya Painters
12. I Believe [DJ Tandu Remix] - Lange
13. Remember (To the Millennium) [Lange Mix]
14. Sparkles [Magikal Remake] - Tiesto, Montana & Storm

### In Search of Sunrise 2
Segunda publicación en un único CD:
1. Tantrix - Tastexperience
2. Golden Desert - Pt. 2
3. Summerbreeze - Kamaya Painters
4. Touch Me - Rui Da Silva
5. Eugina (Michael Woods Remix) - Salt Tank
6. Perception [New Vocal Mix] - Cass & Slide
7. Diamondback - DJ Tiësto
8. Dreaming [Lucid's 12" Club Mix] - BT & Tiësto
9. D-lirio [Venus Mix]
10. Angel Saved My Life [Mark Shimmon and 3rd Degree Bern's Mix] - Fortress
11. 4am - [Marc O'Tool Remix]
12. Home - Coast 2 Coast
13. Tyrantanic [Slacker's Kingdom Come Mix] - Breeder
14. Airtight - Max Graham.

### In Search of Sunrise 3 - Panamá
Tercer álbum, en un único CD subtitulado Panamá por ser influencia significativa en el álbum [cita requerida].
1. Into The Fire - Noa Assembly
2. Hear You Now (Grand Chillas Mix) - DJ Hooligan
3. Faith (Loafer Mix) - Starecase
4. Summer Calling (Josh Gabriel Mix) - Andain
5. Solarcoaster - Solar Stone
6. Meia Lua (Steve Gibbs Mix) - Tremor
7. In My Memory (Gabriel & Dresden Elephant Memory Vocal) - DJ Tiesto
8. Your Body Is A Temple - Argonaut
9. Don't Do It - World Clique
10. Stringz Ultd. (Shelly Mix) - Chiller Twist
11. Southern Sun (DJ Tiesto Mix) - Paul Oakenfold
12. Activate - Accessive Rhythm
13. Mindcircus (Gabriel & Dresden Remix) - Way Out West
14. Open Your Eyes - Nalin B. Kane
15. Personal Reflexión - Jericho

### In Search of Sunrise 4 - Latin America
Cuarta publicación en un doble CD que supone el gran salto cuantitativo y cualitativo[cita requerida], gran éxito de ventas en Holanda[cita requerida], Reino Unido [cita requerida] y Alemania[cita requerida]. El subtítulo del mismo es Latin America en referencia a los conciertos de varios países latinoamericanos que inspiraron esta compilación [cita requerida].
Está compuesto por los siguientes temas:

#### Disco 1
1. Like a Waterfall - Solarstone and JES
2. Moments - Tone Depth & SoulTan
3. Why - Ahmet Ertenu
4. Do What U Want (Max Graham Afterhours in Montreal Mix) - JASEfos feat. Claire Van Der Boom
5. Wurz + Blosse - Wighnomy Bros.
6. La Noche - Coca & Villa
7. Twelve (Dousk Mix) - Tilt
8. My World (Andy Moor Mix) - Luminary
9. Blend Forty 3 (Luke Chable & Steve May Remix) - Steve May
10. Arcadia - Gabriel & Dresden
11. Midnight Express - Split Second
12. The Force Of Gravity (Tiësto Remix) - BT
13. The Loves We Lost - Allure
14. Perfect Silence (E-Craig's 212 Remix) - Blink & Jones feat. Bobo

#### Disco 2
1. Palma Solane - Estuera vs. Re:Locate
2. Beyond - Leon Bolier presents Inner Stories
3. Gravity - P.O.S.
4. People I Used to Know - LNQ
5. Slow It Down [Mathilda Mix] - Mads Arp featuring Julie Harrington
6. Sounds Rushing - Dominic Plaza
7. Bad - Matthew Dekay vs Productors
8. White Noise - Electric Pulse
9. Gravity - Grayarea featuring Erik Shepard
10. Ur [Junkie XL Air Guitar Remix] - Tiësto featuring Matt Hales from Aqualong
11. Evolution - Odyssee
12. Sands of Time - Progression
13. Netherworld [Oliver Prime Remix] - L.S.G.
14. Only One [Rave Mix] - Sensorica vs. Jin Key

### In Search of Sunrise 5 - Los Ángeles
Doble CD subtitulado Los Ángeles, lugar dónde grabó y presentó esta quinta entrega de la serie en exclusiva mundial en un multitudinario concierto [cita requerida].
Se compone de los siguientes temas:

#### Disco 1
1. Malibu Beach - Roland Conil
2. Colour My Eyes - Celine
3. Empty Streets - Late Night Alumni (Haji & Emanuel Remix)
4. Beside Me [Gothek D.C. Remix]
5. Moonlight Party
6. Everything Matters [Matthew Dekay Remix]
7. Let the Game Begin - Matthew Dekay
8. Your Loving Arms [Club Mix] - Karen Overton
9. Let Me Be [Original Extended]
10. Novocaine [Mark Otten Remix] - Robert Kalafut
11. People Will Go [Steve Forte Rio Remix] - Jes
12. Small Step on the Other Side
13. Told You So
14. Arise [Exclusive Hammer & Funabashi Remix]
15. Little Bird

#### Disco 2
1. Lax
2. Something Is Wrong - Alex Stealthy
3. Zanzibar
4. Technophobia - Progression
5. Green Astronauts
6. These Days [Luke Chable's Those Days Remix]
7. Tales from the South [Jonas Steur's Revision Flow] - Estuera
8. Irony - Can
9. Second Turn - Jonas Steur
10. Hi Jack
11. Genesis [Jimbo's Afterburner Mix]
12. Helsinki Scorchin'
13. Don't Forget Me [Guy Ehmetores Remix] - Way Out West

### In Search of Sunrise 6 - Ibiza
Doble CD subtitulado Ibiza, lugar donde Tiësto crea su sexto recopilatorio [cita requerida] compuesto por los siguientes temas:

#### Disco 1
1. Es Vedrá - Hacienda
2. Glenn Morrison – Contact
3. Andy Duguid featuring Leah - Don't Belong
4. Solaris Heights – Vice (Sydenham Dub)
5. Global Experience – Madras
6. Leonid Rudenko - Summerfish (Scandall Sunset On Ibiza Mix)
7. Clear View featuring Jessica - Tell Me
8. The Veil Kings - Searching For Truth
9. Ohmna - The Sun'll Shine (Sunrise Mix)
10. Moonbeam - See The Difference Inside (Inside Mix)
11. Allure featuring Julie Thompson - Somewhere Inside Of Me
12. Taxigirl - High Glow
13. Reeves featuring Alanah - Lonely
14. Imogen Heap - Hide & Seek (Tiлsto's In Search Of Sunrise Remix)

#### Disco 2
1. Steve Forte Rio - A New Dawn
2. Nic Chagall - What You Need (NC's In Love With Prog Mix)
3. Marc Marzenit - Trozitos De Navidad (Primavera Remix)
4. John Dahlbдck - Don't Speak
5. Deadmau5 - Arguru
6. First State featuring Anita Kelsey - Falling
7. Jonas Steur featuring Jennifer Rene - Fall To Pieces
8. JES - Imagination (Tiësto Remix)
9. Tom Cloud - Mercury Room
10. Marcus Schüssow - Chase My Rabbit
11. Maor Levi - Reflect
12. Progression - Different Day, Different Light
13. Jedidja - Dancing Water
14. D'Alt Vila - Breathing

### In Search of Sunrise 7 - Asia
Doble CD subtitulado Asia, lugar dónde fue creado y grabado[cita requerida], compuesto por los siguientes temas:

#### Disco 1
1. Banyan Tree - Feel the Sun Rise
2. Andy Duguid feat. Leah - Wasted
3. King Unique - Yohkoh (King Unique Original Mix)
4. Motorcitysoul - Space Katzle (Jerome Sydenham Remix)
5. Three Drives - Feel the Rhythm (Ton TB Dub Mix)
6. Rachael Starr - To forever (Moonbeam Remix)
7. Jerry Ropero feat. Cozi - The Storm (Inpetto Remix)
8. Kamui - Get Lifted
9. Cary Brothers - Ride (Tiesto Remix)
10. Airbase feat. Floria Ambra - Denial
11. Dokmai - Reason to Believe
12. Cressida - 6AM (Kyau & Albert Remix)
13. Allure feat. Christian Burns - Power of you
14. Clouded Leopard - Hua Hin

#### Disco 2
1. Steve Forte Rio feat. Jes - Blossom (Lounge Mix)
2. Zoo Brazil - Crossroads
3. Beltek - Kenta
4. Sied van Riel - Rush
5. Tiesto - Driving to Heaven (Mat Zo Remix)
6. Carl B. - Just a Thought
7. Kimito López - Melkweg
8. JPL - Whenever I May Find Her (Joni Remix)
9. Estiva vs Marninx - Casa Grande
10. Existone - Wounded Soul
11. Andre Visior & Kay Stone - Something for Your Mind (Giuseppe Ottaviani Remix)
12. Hensha - The Curtain
13. DJ Eremit - Tanz der Seele (YOMC Remix)
14. Manilla Rising - Beyond the Stars

### In Search of Sunrise 8 - South Africa
Desde esta entrega corre a cargo de Richard Durand, se trata de la octava entrega y el primero que no ha sido mezclado por Tiesto quien es el fundador de la serie. El 6 de mayo de 2010, Richard Durand dio a conocer una vista previa de 12 minutos mediante SoundCloud.

#### Disco 1
1. First State - My Sanctuary
2. George Acosta feat. Fisher - Beautiful
3. Venaccio & Daigon - The Violet Hour
4. Kostya Veter featuring Madelin Zero – Envy
5. Ad Brown and Matt Lange featuring Kerry Leva – As The Rain Falls
6. Craving – Never Alone
7. Zoo Brazil featuring Rasmus Kellerman – There Is Hope
8. Ben Preston – Pillars Of The Earth
9. San vs. Wendel Kos – Kiss Of Life (Ibiza Sunrise Mix)
10. Jorg Zimmer – Sydney
11. Avis Vox – Introspection Attempts (Moonbeam Remix)
12. Tom Cloud – The Darkest Star
13. Richard Durand – For No Reason

#### Disco 2
1. Michael Badal, Zya & Teddy C – Deltree
2. Ad Brown featuring Renee Six – Something For The Pain
3. Jason van Wyk – September Rain
4. San featuring Therese – Kissed By The Sun (S1dechain Remix)
5. Daniel Wanrooy – Ocean Terrace
6. BT – The Emergency
7. Alex O’Rion – Jellyfish
8. Richard Durand & JES – N.Y.C.
9. Hodel & Sunstate – Distant Motion (Aurosonic Remix)
10. Beltek – Par
11. Bartlett Bros. vs. Mazza – Satellite Of Love (Fabio XB Rework Dub)
12. Who.is – We.are
13. DJ Observer & Daniel Heatcliff feat. Hannah Ray – With Me (Original Vocal Mix)

### In Search of Sunrise 9 - India
Fue lanzado el 6 de junio de 2011, el 31 de mayo de 2011, Richar Durand lanzó una vista previa de 35 segundos de la compilación mediante MySpace.

#### Disco 1
1. Lost Stories - All Good Things (Prayag & Rishab Intro Mix)
2. Ad Brown, Mango & Kerry Leva - Tonight
3. Alex O’Rion - Craters Of The Moon
4. Pulser Featuring Molly Bancroft - In Deep
5. Zoo Brazil Featuring Rasmus Kellerman - Hold Me Tight
6. Vinson - Circular Progression
7. Venaccio, Daigon - Avatar
8. Moonpax - Ice Coffee
9. Mike Saint-Jules Presents Saint X Featuring Sandel - Summerlives
10. Craving - Inflection
11. René Martens - Point Of No Return
12. Thomas Coastline - Eliminate
13. Save The Robot - Solace
14. Richard Durand Featuring Hadley - Run To You
15. Jason Van Wyk & JPL - Elsewhere

#### Disco 2
1. Supermind - Golden Langur
2. Jorg Zimmer Featuring Eva Kade - Fire In My Head
3. Silence Groove - Seven
4. Jonas Steur featuring Jennifer Rene - StillI Wait (Richard Durand’s In Search Of Sunrise Remix)
5. Craving - Summer Memories
6. George Acosta Featuring Emma Lock - Falling Deep (Extended Mix)
7. Tom Cloud - The Sky Is The Limit
8. Richard Durand Featuring Julie Thompson - Diamonds In The Sky
9. Andy Duguid Featuring Fenja - Strings
10. Alex O’Rion - Rise Up Again
11. Daniel Wanrooy - Bangalore
12. Sunny Lax - Viva La Revolución
13. Dragon & Jontron - Wheels Up
14. DNS Project Presents Bigroom - In The Air
15. Mark Sixma - Arrivals

### Disco 1
1. 01. Richard Durand - Velvet (Intro)
2. 02. Richard Durand & Pedro Del Mar featuring Roberta Harrison - Paint The Sky
3. 03. Eximinds - Sunrise 6AM (Original Mix)
4. 04. Danny Dove featuring Susie Ledge - Gone (Original Mix)
5. 05. Timur Shafiev presents S00perstar - Duality
6. 06. Dimension featuring Arielle Maren - Letting Go
7. 07. Mike Saint-Jules vs. Basil O’Glue - Nova Flare
8. 08. Alex O’Rion - Satellites
9. 09. Somna & Vijo Caselle featuring Sarah-Jane Neild - Without You (Original Mix)
10. 10. Easton - October Sun
11. 11. Super8 & Tab featuring Jan Burton - Black Is Back (Classic Vocal Mix)
12. 12. DJ San, DJ Ruby & Marc U-Bahn - Epyx
13. 13. Emma Hewitt - Miss You Paradise (Shogun Remix)
14. 14. Epos - Polarized (Roger Shah Anthem Mix)
15. 15. Craving & Howe - Heading Home

### Disco 2
1. 01. Richard Durand - Paradise (Intro)
2. 02. Zoo Brazil featuring Rasmus Kellerman - My Life
3. 03. JPL - Frolic
4. 04. Betsie Larkin with Bjorn Akesson - Let It Shine (Walsh & McAuley Remix)
5. 05. Sunny Lax - Maono
6. 06. Richard Durand - In Motion
7. 07. Karanda - Titan
8. 08. Norid & Rad - Zion
9. 09. Venaccio - Aura
10. 10. Alex O’Rion - Blueprint
11. 11. Dart Rayne - Four Steps To Eternity
12. 12. David Broaders - Somewhere Special (Terry Da Libra Remix)
13. 13. Orjan Nilsen - Endymion
14. 14. Mark Bester - Reflected
15. 15. Marc Simz featuring Naomi Striemer - Out Of Sight (Instrumental Mix)

### Disco 3 (Classic In Search Of Sunrise Mix by Thomas Mengel)
1. 01. Pink Elephant - LAX.
2. 02. Andy Duguid featuring Leah - Wasted
3. 03. Jerry Ropero featuring Cozi - The Storm (Inpetto Remix)
4. 04. George Acosta featuring Fisher - Beautiful
5. 05. Glenn Morrison - Contact
6. 06. Kostya Veter featuring Madelin Zero - Envy
7. 07. Mads Arp featuring Julie Harrington - Slow It Down (Mathilda Mix).
8. 08. Marc Marzenit - Trozitos De Navidad (Primavera Remix)
9. 09. Ad Brown featuring Renee Six - Something For The Pain
10. 10. Deadmau5 - Arguru
11. 11. Zoo Brazil - Crossroads
12. 12. Mark Norman presents Celine - Colour My Eyes.
13. 13. Jonas Steur featuring Jennifer Rene - Still I Wait (Richard Durand’s In Search Of Sunrise Remix)
14. 14. Cressida - 6AM (Kyau & Albert Remix)